# (S)-cheilantifolina sintasi
La (S)-cheilantifolina sintasi è un enzima appartenente alla classe delle ossidoreduttasi, che catalizza la seguente reazione:
(S)-sculerina + NADPH + H+ + O2 ⇄ (S)-cheilantifolina + NADP+ + 2 H2O
Si tratta di una proteina eme-tiolata (P-450) che catalizza una reazione ossidativa che non incorpora ossigeno nel prodotto. Genera il secondo ponte metilenediossi della cheilantifolina (alcaloide della protoberberina) mediante la chiusura dell'anello dei gruppi fenolico e metossi adiacenti della sculerina.